# 佐佐木組
六代目佐佐木組（ろくだいめ ささきぐみ）、位於和歌山縣和歌山市南雑賀町64 本部的設置，日本的指定暴力團・六代目山口組的2次團體。構成員約200人。2008年12月、組解散。

## 略史
大正時期，佐佐木久吉成立博徒系團體；1990年9月，四代目北野歲雄時期稱為「佐佐木組連合」；1991年7月、五代目土橋皓二時改稱「五代目佐佐木組」，1991年12月13日加入五代目山口組。1993年、西畑晴夫繼承六代目組長。
2008年12月 西畑晴夫引退；組解散、殘餘組員被倉心會等組織吸收。

## 歷代組長
- 初代目：佐佐木久吉
- 二代：三尾千代一
- 三代：櫻井房太郎
- 四代：北野歲雄（北野敏男）
- 五代：土橋皓二（五代目山口組若中）
- 六代：西畑晴夫（六代目山口組若中）

## 最高幹部
- 組長・西畑晴夫
- 若頭・草田耕三（西和總業組長）
- 舍弟頭・弓場康史（弓場組組長）